# Joe Carnahan
Joseph Aaron Carnahan (nascut el 9 de maig de 1969) és un director de cinema, guionista, productor i actor nord-americà les pel·lícules del qual inclouen Sang, budells, bales i octans; Narc; Smokin' Aces; The A-Team; Infern blanc; i Boss Level. També va escriure i dirigir diversos episodis per a la sèrie de televisió de la NBC The Blacklist. És germà del guionista Matthew Michael Carnahan i de la productora Leah Carnahan.

## Primers anys
Carnahan es va criar a Michigan i al Nord de Califòrnia. Carnahan es va graduar a la Fairfield High School el 1987, on també va jugar a futbol. Va assistir a la universitat a la Universitat Estatal de San Francisco, però més tard es va transferir a la Universitat Estatal de Califòrnia, Sacramento i hi va guanyar la seva B.A. en Filmografia. Carnahan finalment va treballar al Departament de Promoció de la KMAX-TV de Sacramento, produint curtmetratges i espots de televisió.

## Carrera cinematogràfica
L'any 1998, va guanyar alguns reconeixements de culte i crítica per la seva pel·lícula Sang, budells, bales i octans que es va estrenar el setembre de 1997 al New York Independent Feature Film Market i més tard al Festival de Cinema de Sundance de 1998.
Va dirigir el 2002 el thriller ambientat a Detroit Narc, protagonitzat per Ray Liotta i Jason Patric. Després de Narc, va dirigir una entrada a BMW Films titulada Ticker protagonitzada per Clive Owen i Don Cheadle. En un moment donat, se li va sol·licitar per dirigir Missió: Impossible III, produïda per Tom Cruise i Paula Wagner (que també va ser productora executiva de Narc), però, posteriorment va deixar la producció a causa de punts de vista contradictoris sobre el to de la pel·lícula. També es va anunciar l'octubre de 2005, Carnahan dirigiria una pel·lícula basada en la vida del narcotraficant condemnat Will Wright, però el projecte sembla estar abandonat.
La seva següent pel·lícula, Smokin' Aces, va ser produïda el 2006 i estrenada el gener de 2007. També va coescriure el guió de Pride and Glory , llançat el 2008, gairebé un any de retard.
Va ser l'encarregat de dirigir una adaptació de la novel·la de James Ellroy White Jazz amb George Clooney com a productor i protagonista, però Clooney es va retirar més tard de la producció i el 2009, Ellroy va declarar que totes les adaptacions de la pel·lícula estaven mortes.
El 2007, Carnahan va escriure Remarkable Fellows per a Universal amb Jason Bateman com a protagonista, però la pel·lícula mai va entrar en producció.
El 2010, Brian Bloom i Carnahan van ser contractats per Fox per a la renovació del seu projecte de llarga gestació A-Team, basat en la reeixida sèrie de televisió dels anys 80. També va mostrar interès en dirigir adaptacions cinematogràfiques de la novel·la gràfica de Garth Ennis Preacher i  Taskmaster de David Michelinie.
El 2011 va dirigir el thriller Infern blanc, protagonitzat per Liam Neeson.
Carnahan va ser un dels productors executius de The Blacklist de NBC, protagonitzat per James Spader i Megan Boone, durant la seva primera temporada. Va dirigir el pilot i va continuar coescrivant i dirigint el novè episodi, "Anslo Garrick". Carnahan també va escriure la història de l'episodi 16, "Mako Tanida".
Actualment està escrivint el guió de l'adaptació cinematogràfica de la sèrie de còmics de Mark Millar Nemesis amb el seu germà Matthew, que segurament dirigirà. També dirigirà l’adaptació del llibre de Mark Bowden Killing Pablo.
Carnahan va produir el thriller polític de la NBC State of Affairs, protagonitzat per Katherine Heigl i Alfre Woodard, que es va estrenar el 17 de novembre de 2014. Va dirigir i coescriure el pilot.
L'abril de 2022, Lionsgate Films va revelar que Carnahan dirigirà Shadow Force, protagonitzada per Kerry Washington i Omar Sy.
El juny de 2023, Carnahan està filmant una adaptació del llibre no fictici, Not Without Hope de Nick Schuyler i Jeré Longman, un thriller de supervivència protagonitzat per Zachary Levi i Josh Duhamel.

## Vida personal
Carnahan forma part del Consell Creatiu de RepresentUs, una organització anticorrupció no partidista.

## Filmografia

### Cinema
| Any  | Títol                         | Director | Guionista | Productor | Notes           |
| ---- | ----------------------------- | -------- | --------- | --------- | --------------- |
| 1995 | Karate Raider                 | No       | Sí        | No        |                 |
| 1998 | Sang, budells, bales i octans | Sí       | Sí        | Sí        | També editor    |
| 2002 | Narc                          | Sí       | Sí        | No        |                 |
| 2006 | Smokin' Aces                  | Sí       | Sí        | No        |                 |
| 2008 | Pride and Glory               | No       | Sí        | No        |                 |
| 2010 | The A-Team                    | Sí       | Sí        | No        |                 |
| 2011 | Infern blanc                  | Sí       | Sí        | Sí        |                 |
| 2014 | Stretch                       | Sí       | Sí        | Sí        | Direct-to-video |
| 2018 | Death Wish                    | No       | Sí        | No        |                 |
| 2018 | El Chicano                    | No       | Sí        | Sí        |                 |
| 2020 | Bad Boys for Life             | No       | Sí        | No        |                 |
| 2020 | Boss Level                    | Sí       | Sí        | Sí        |                 |
| 2021 | Copshop                       | Sí       | Sí        | Sí        |                 |
| TBA  | Shadow Force                  | Sí       | Sí        | No        | Postproducció   |
| TBA  | Not Without Hope              | Sí       | Sí        | Sí        | Postproducció   |

Només productor
- The Fourth Kind (2009)
- Wheelman (2017)
- Point Blank (2019)

Productor associat
- The Devil Takes a Holiday (1996)

Productor executiu
- Smokin' Aces 2: Assassins' Ball (2010) (també escritor argument)
- Into the Ashes (2019)

Com a actor
| Any  | Títol                         | Peper               | Notes                   |
| ---- | ----------------------------- | ------------------- | ----------------------- |
| 1998 | Sang, budells, bales i octans | Sid French          |                         |
| 2010 | The A-Team                    | Mike 'The Operator' | Acreditat com "Bo Anzo" |
| 2018 | El Chicano                    | Role: Federal #1    |                         |
| 2020 | Boss Level                    | Guy in diner        | Sense acreditar         |

### Curtmetratges
| Any  | Títol                | Director | Guionista | Productor | Notes                                                |
| ---- | -------------------- | -------- | --------- | --------- | ---------------------------------------------------- |
| 1998 | Taco Heaven          | No       | Sí        | No        |                                                      |
| 2000 | Nail in My Coffin    | No       | No        | No        | Editor                                               |
| 2002 | Ticker               | Sí       | Sí        | No        | Segment de la sèrie de curtmetratges de BMW The Hire |
| 2003 | Boyz Up Unauthorized | No       | No        | Executiu  |                                                      |
| 2009 | Susannah             | No       | No        | Sí        |                                                      |
| 2011 | The Devil's Dosh     | No       | No        | Executiu  |                                                      |

### Televisió
| Any  | Títol            | Director | Productor | Guionista | Notes                           |
| ---- | ---------------- | -------- | --------- | --------- | ------------------------------- |
| 2006 | Faceless         | Sí       | Sí        | No        | Pilot de televisió sense vendre |
| 2013 | Dino and Dash    | No       | Executive | No        | Telefilm                        |
| 2013 | The Blacklist    | Sí       | No        | Sí        |                                 |
| 2014 | Those Who Kill   | Sí       | No        | No        |                                 |
| 2014 | State of Affairs | Sí       | Sí        | Sí        |                                 |

### Frequents col·laboradors
| Col·laborador              | Narc | Smokin' Aces | The A-Team | Infern blanc | Stretch | Boss Level | Copshop | Total |
| -------------------------- | ---- | ------------ | ---------- | ------------ | ------- | ---------- | ------- | ----- |
| Roger Barton               |      |              | Yes        | Yes          |         |            |         | 2     |
| Brian Bloom                |      | Yes          | Yes        |              |         |            |         | 2     |
| James Badge Dale           |      |              |            | Yes          | Yes     |            |         | 2     |
| Mauro Fiore                |      | Yes          | Yes        |              |         |            |         | 2     |
| Frank Grillo               |      |              |            | Yes          |         | Yes        | Yes     | 3     |
| Christopher Michael Holley |      | Yes          |            |              | Yes     |            |         | 2     |
| Quinton Jackson            |      |              | Yes        |              |         | Yes        |         | 2     |
| Ray Liotta                 | Yes  | Yes          |            |              | Yes     |            |         | 3     |
| Liam Neeson                |      |              | Yes        | Yes          |         |            |         | 2     |
| Chris Pine                 |      | Yes          |            |              | Yes     |            |         | 2     |
| Ridley Scott               |      |              | Yes        | Yes          |         |            |         | 2     |
| Maury Sterling             |      | Yes          | Yes        |              |         |            |         | 2     |
| Patrick Wilson             |      |              | Yes        |              | Yes     |            |         | 2     |